# Distoleon somnolentus
Distoleon somnolentus is een insect uit de familie van de mierenleeuwen (Myrmeleontidae), die tot de orde netvleugeligen (Neuroptera) behoort. 
Distoleon somnolentus is voor het eerst wetenschappelijk beschreven door Gerstäcker in 1885.